# Reyes curonios

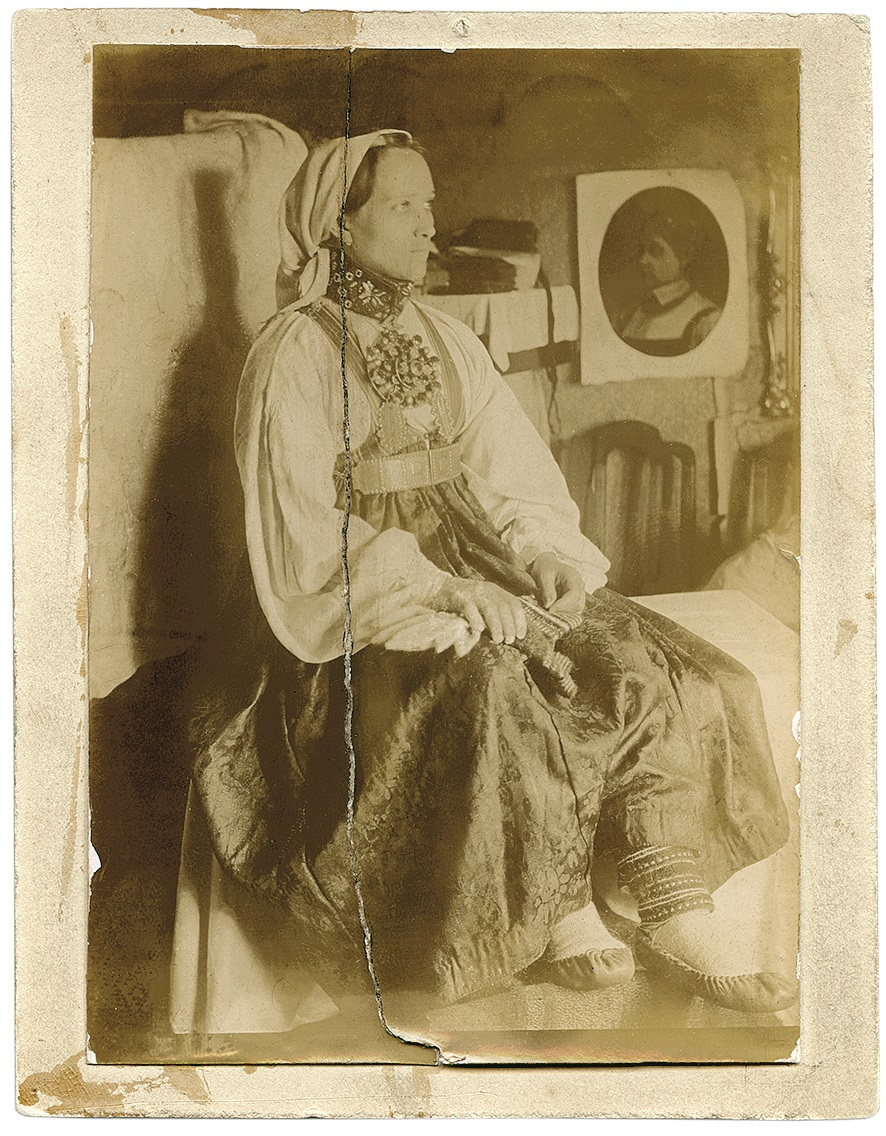
Reina curonia de la parroquia de Turlava en Kuldīga con ropa tradicional (1895)

Los reyes curonios (en alemán: Kurische Könige; en letón: kuršu ķoniņi) fueron un grupo cultural, originalmente nobles menores y labradores libres que vivían en siete pueblos entre Goldingen (Kuldīga) y Hasenpoth (Aizpute) en Curlandia.
No se sabe con claridad como obtuvieron su estado diferenciado pero es una suposición popular que sus antepasados fueron nobles curonios con anterioridad a la conquista de la región por la Orden Livona. Aparecen por primera vez mencionados en un documento de 1320 y vivían en los pueblos de Ķoniņciems, Pliķu ciems, Kalējciems, Ziemeļciems, Viesalgciems, Sausgaļciems, y Arrastrarūnciems (ahora en Kuldīga). Todos ellos poseían granjas independientes (no sometidas a ningún señor), pero no podían poseer sus propios siervos. Sólo tenían como señor al komtur de Kuldīga y al que solo debían servicio militar en caso de guerra. Normalmente servían como caballería ligera en el ejército de la Orden Livona. Las fuentes menciona que lucharon en la Guerra Livona en contra de los invasores rusos, como describe Johann Renner:
Los rusos se protegieron fuertemente y desmontaron a un cadete curonio (quien, a pesar de que sólo un campesino, era llamado por ellos rey) de su caballo.
En el siglo XVII los reyes curonios tenían sus propios escudos de armas. En el Ducado de Curlandia y Semigalia gradualmente perdieron sus privilegios, pero eran todavía considerados como una clase separada. No fueron reconoció como señores pero mantuvieron una posición intermedia entre dueños y campesinos. Aun así en siglo XVIII  fueron comparados con los siervos, a pesar de que con menores cargas feudales. 
Su estado fue otra vez reconocido en siglo XIX, a pesar de que no fueron reconocidos como parte de la nobleza local. En 1860  había 833 reyes curonios que viven en la Gobernación de Curlandia. Mientras el la tribu curonia había sido asimilada por los letones, los reyes curonios preservaron una identidad y tradiciones separadas. Su estatus legal diferenciado acabó con la independencia de Letonia en la década de 1920.